# 허민지
허민지(1987년 12월 27일 ~ )는 대한민국의 국악연주가이다.
학력은 추계예술대학교 국악과 아쟁연주자이며,
예전에 퓨전국악그룹 여랑의 멤버이였으며
이 후 런갯마당의 아쟁연주자로 활동
현재는 무직

## 출신 학교
- 추계예술대학교 국악과 학사

## 데뷔
- 2011년 CF '대림아파트 e 편한세상'

## 방송 출연
- KBSnjoy '결혼해도 될까요?'